# Schloss Scheer

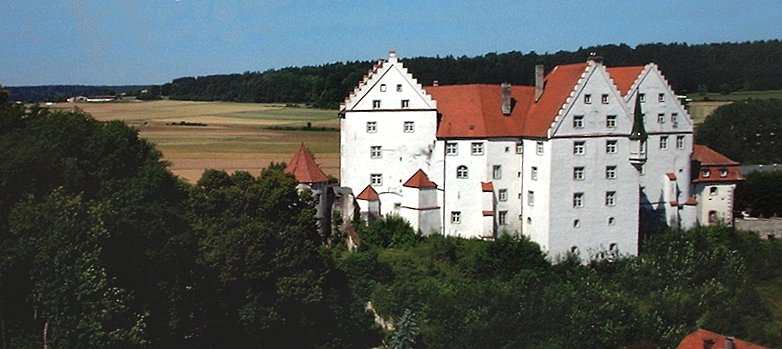
Das Bild zeigt das Residenzschloss Scheer aus Südost

Das Schloss Scheer ist ein 1485 erstmalig urkundlich erwähntes Schloss in Scheer im Landkreis Sigmaringen (Baden-Württemberg). Es wurde im späten 15. Jahrhundert als Sitz der Grafen von Sonnenberg erbaut.

## Geschichte

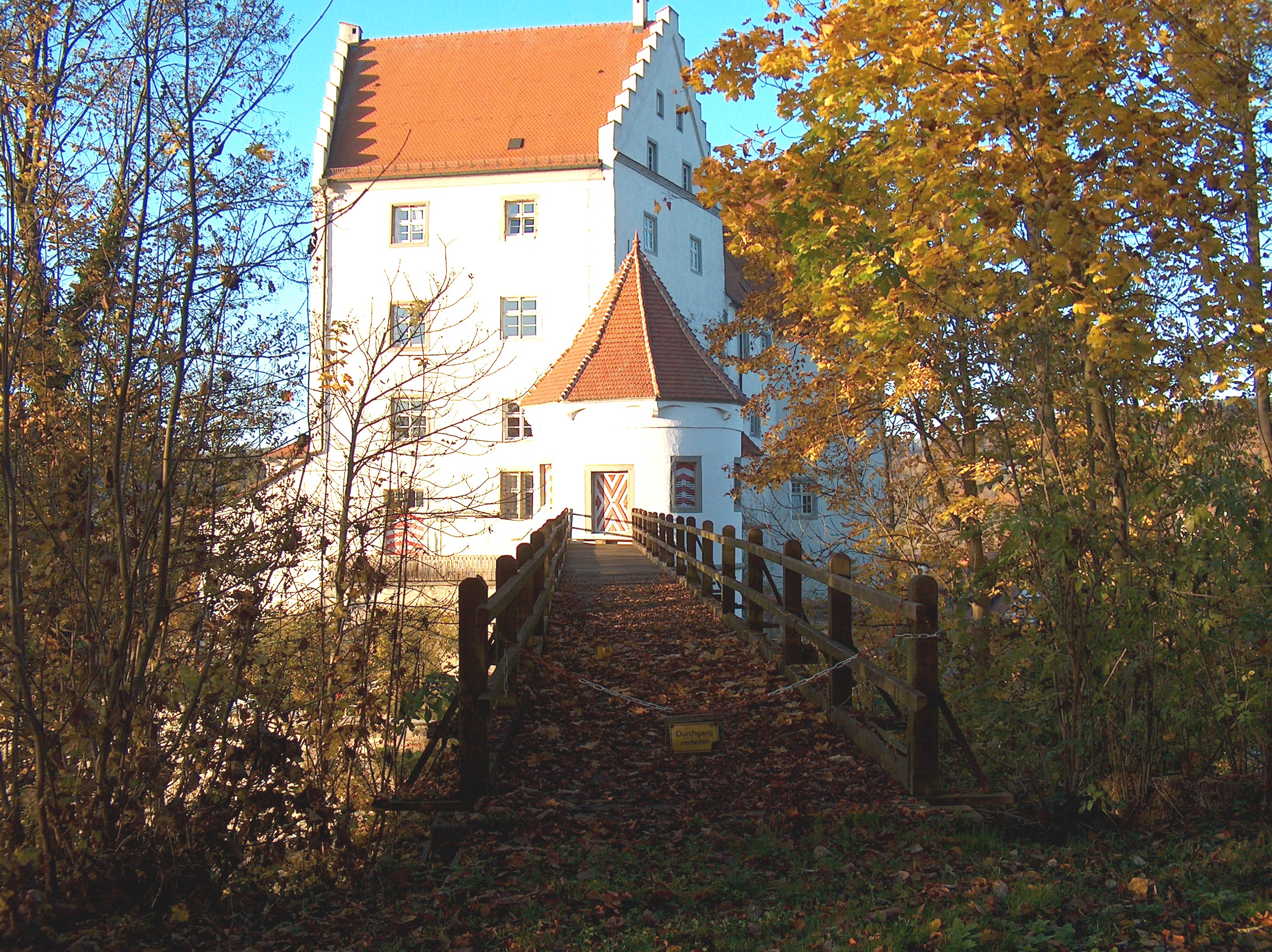
Schloss Scheer von der Südseite

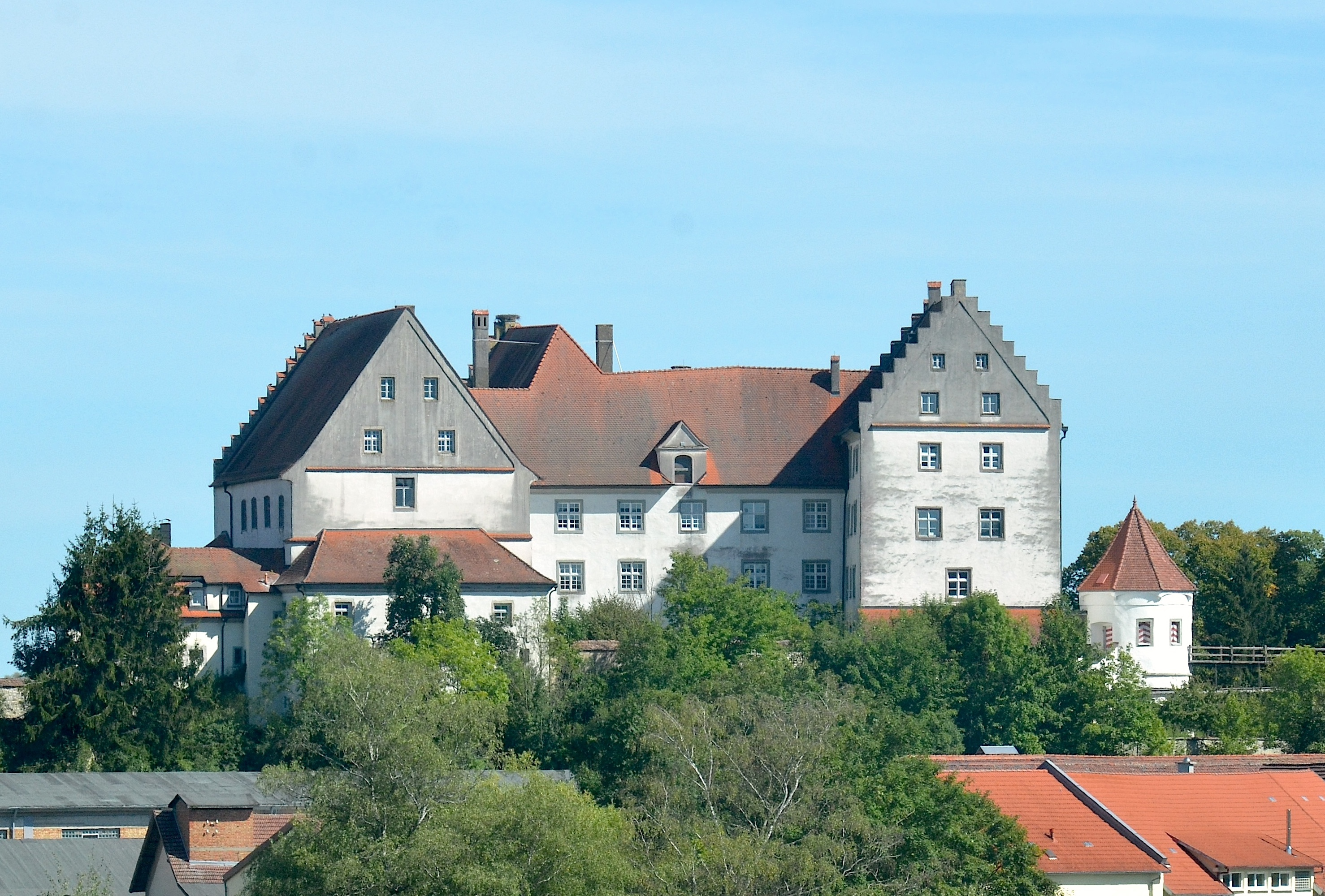
Schloss Scheer, Westseite

Unter Graf Andreas von Sonnenberg (1472–1511) entstand das Residenzschloss in Scheer an der Donau. Dazu holte er sich den Baumeister Lienhart aus Mengen. Ab 1452 befand sich die Herrschaft im Besitz des Hauses Waldburg-Scheer. Das Schloss entstand anstelle der frühmittelalterlichen Grafenburg zwischen 1485 und 1496. Am 8. Oktober 1505 wurde durch den Konstanzer Bischof Hugo von Hohenlandenberg die Schlosskapelle in der dritten Etage des Mittelbaus eingeweiht. Richtung Süden ist die Anlage durch einen 25 Meter tiefen Burggraben vom Raigelsberg (später Schlosspark) abgesichert. Westlich und östlich sind natürliche Steilhänge zur Donau hin. Vom nördlichen Vorhof, der lange als „Bleiche“ diente, wurde das Schloss durch eine Zugbrücke abgetrennt. An diesen nördlichen Vorhof grenzte das ummauerte Gebiet der Pfarrkirche St. Nikolaus, so dass die Burg nur von Nordosten über die steile Schlosssteige erreicht werden konnte. 
Am Eckerker der Ostseite ist das Wappen für Graf Andreas von Sonnenberg angebracht; der Schild ist geviert, Feld 1 und 4: Grafschaft Sonnenberg, in Blau über einem goldenen oder natürlichen Dreiberg eine goldene, gesichtete Strahlensonne, Feld 2 und 3: Truchseß von Waldburg, in Gold drei schwarze, rotgezungte, schreitende und hersehende Löwen übereinander. Der Wappenschild wird von einem Löwen gehalten. 
In den Jahren 1561 bis 1565 wurde das Schloss unter dem Reichserbtruchsess Wilhelm des Jüngeren in einem zweiten Bauabschnitt erweitert. Die Jahreszahl 1565 im Kanzleibau belegt dies. Das Gebäude, nur zweistöckig, mit späterem Mansardenwalmdach, ist seitlich mit dem Nordbau und dem Mittelbau verbunden. Dazwischen liegt der Vorhof über dem zugeschütteten ehemaligen Burggraben.
Von seiner Bautätigkeit zeugt eine auf 1563 datierte Wappen-Ädikula mit dem die Jahreszahl 1561 tragenden Ehewappen von Reichserbtruchseß Wilhelm Truchseß von Waldburg dem Jüngeren (1518–1566) und seiner Frau, Johanna von Fürstenberg (1529–1589). Hier wird das Feld für die Grafschaft Sonnenberg nicht mehr geführt, weil zwischenzeitlich ein Linienwechsel stattgefunden hat. 
Während der Regierungszeit der Truchsessen Josef Wilhelm von Waldburg wurde eine Wachstube mit Gefängnis erstellt, als Anbau an der Westseite des Nordflügels. Es waren zwei Arrestzellen, drei Arrestlokale und eine Arrestkammer. In diese Zeit fiel auch der Bau des kleinen Rundturms im Zwinger auf der Südseite mit Nischenfenstern und achtseitigem Gratkuppelgewölbe und entsprechendem Zeltdach. Damals wurde vermutlich auch die Brücke zum Park geschlagen und der Raigelsberg als englischer Landschaftsgarten angelegt, der jetzige Schlosspark.
Das Flachbogentor zur Schlosssteige und der einstöckige Remisenbau wurde im 18. Jahrhundert hinzugefügt.
1785 verkaufen die Grafen von Waldburg die reichsunmittelbare Grafschaft Friedberg-Scheer mit den Herrschaften Dürmentingen und Bussen an den Fürsten Karl Anselm von Thurn und Taxis für 2.100.000,- Gulden, während der jährliche Ertrag nur 26.000,- Gulden betragen haben soll. 1786 wurde der Kauf vom Kaiser genehmigt. Im Jahre 1805 fielen die Hoheitsrechte an das Königreich Württemberg, das Schloss blieb noch bis 1967 im Besitz des Hauses Thurn und Taxis.

## Lage und Bau
Schloss Scheer bildet in ortsbeherrschender Lage zusammen mit der Nikolauskirche die Bekrönung eines schmalen Weißjura-Bergspornes im Tal der Donau, die den Bergsporn in einer langgestreckten Schleife umfließt. Die verschachtelte Schlossanlage bildet ein malerisches Konglomerat aus drei mehrgeschossigen Gebäuden mit Treppengiebeln. Ein niedrigerer Verbindungsbau (Kavaliersbau) verbindet diese drei Einzelgebäude. Im Kavaliersbau liegt die Schlosskapelle. Der Rittersaal liegt im Nordbau, dem größten der drei Hauptbaukörper. Der Zugang liegt im Norden und führt durch den Torbau bzw. Kanzleibau aus dem 16./17. Jahrhundert, der vermutlich 1786 aufgestockt, erweitert und mit einem Mansarddach versehen wurde. Das Schloss wird somit von den hintereinander gestaffelten und gegeneinander versetzten, drei- bis vierstöckigen Baukörpern geprägt. Eine Schlossmauer führt um den gesamten Bereich. Es gibt nur einen abgesetzten Rundturm mit Zeltdach im Süden am Mühlberg, der den dortigen Zwinger schützte. Er stammt aus der Zeit um 1730. Hier überquert eine Brücke den Graben zum Schlosspark, der im 18. Jahrhundert als englischer Garten angelegt wurde. 